# BTW Bünde
Der BTW Bünde (offiziell: Bünder Turnverein Westfalia von 1862 e.V.) ist ein Sportverein aus Bünde im Kreis Herford. Mit über 4.000 Mitgliedern ist der BTW der größte Breitensportverein im Kreis. Die Tischtennismannschaft der Herren spielte von 1999 bis 2001 in der 2. Bundesliga Nord. 1952 vergaben sie den Aufstieg in die damals höchste deutsche Spielklasse, die Oberliga. Die Turnerriege der Frauen trat im Jahre 2012 ein Jahr lang in der 3. Bundesliga an.

## Geschichte
Der Verein wurde im Jahre 1862 gegründet. Neben Tischtennis und Turnen bietet der Verein noch die Sportarten Badminton, Basketball, Handball, Judo, Karate, Leichtathletik und Volleyball an. Die Handballabteilung bildet zusammen mit den Handballern des Dünner SC die Spielgemeinschaft SG Bünde-Dünne. Darüber hinaus gibt es Angebote im Bereich Fitness & Gesundheit, Tanzen, Fitnessstudio, Kinder, Rehabilitation, Sport im Hort und Tumbling.

### Tischtennis
Die Tischtennisabteilung wurde im Jahre 1946 gegründet. Um die Spielstärke zu steigern bildeten die Tischtennisspieler der Westfalia mit denen des Lokalrivalen SG Bünde 08 ab 1948 die Tischtennis-Spielgemeinschaft Bünde. Drei Jahre später wurde die Spielgemeinschaft wieder aufgelöst. 1952 standen die Bünder vor dem Aufstieg in die seinerzeit erstklassige Oberliga, verloren aber das Entscheidungsspiel gegen den TTV Metelen mit 4:5. Im Jahre 1973 stiegen die Bünder in die Verbandsliga auf, verloren allerdings ihren Leistungsträger Dieter Ristig an den TTC Mennighüffen. Während die Westfalia sofort wieder abstieg, wurde Ristig Bundesligaspieler beim VfL Osnabrück. Es folgte eine sportliche Talfahrt bis in die 1. Kreisklasse.
Erst in den 1990er Jahren ging es wieder bergauf. Nach drei Aufstiegen in Folge erreichten die Bünder 1994 die Oberliga. Drei Jahre später stieg die Mannschaft als Meister in die Regionalliga West auf. Zwei Jahre später gelang der Aufstieg in die 2. Bundesliga, wo das Team um den Belarussen Evgueni Shetinin mit 29:3 Punkten vor Hertha BSC Meister wurde. Aus finanziellen Gründen verzichtete der Verein auf den Aufstieg in die Bundesliga. Nach dem Rückzug des Hauptsponsors musste die Mannschaft zurückgezogen werden. In der Saison 2015/16 tritt der Verein mit zwei Mannschaften in der Kreisliga Herford an.

### Turnen
Die Turnerriege der Frauen stieg nach der Meisterschaft in der Regionalliga Nord im Jahre 2011 in der Saison 2011/12 in der 3. Bundesliga auf. Als Tabellensechster folgte der direkte Wiederabstieg. Seit 2016 tritt der Verein in der Regionalliga West an.

### Judo
Jonas Rabbatah wurde deutscher Meister Ü30 +100 kg, belegte den dritten Platz bei den Europameisterschaften und den dritten Platz der Veteranen-Weltmeisterschaft über 100 kg. Die Herrenmannschaft kämpft in Kampfgemeinschaft mit dem PSV Herford als Judo-Kampf-Gemeinschaft Bünde-Herford.

### Karate
Ralf Grote, Alexander Kröger, Holger Piecha und Carsten Schoßmeier gründeten 1989 die Karateabteilung. Im Februar 2025 zählte die Abteilung rund 150 Mitglieder zwischen 4 und 75 Jahre. Unterrichtet wird die japanische Stilrichtung Shotokan, die Abteilung ist Mitglied im Deutschen Karate Verband (DKV). Selbst bezeichnet sich die Karateabteilung als Karate Dojo BTW Bünde.
Abteilungsleiter („Dojoleiter“) ist seit 1995 Alexander Kröger. Er ist lizenzierter DOSB-Trainer A Breitensport in der Sportart Karate, Schwerpunkt Selbstverteidigung. Der Bünder gehörte zu den ersten Absolventen des neu eingeführten Lizenzschwerpunktes und erhielt im Januar 2022 die A-Lizenz. Am 14. Oktober 2022 hat er vor der DKV-Prüfungskommission erfolgreich die Prüfung zum 6. Dan (Meistergrad) im Shotokan bestanden. In der fünfköpfigen Prüfungskommission waren unter anderem der DKV-Stilrichtungsreferent Roland Lowinger, 9. Dan, der nordrhein-westfälische Stilrichtungsreferent Bernhard Milner, 9. Dan, und Gunar Weichert, 8. Dan, Präsident des Rheinland-Pfälzischen Karate Verbandes. Die Urkunde wurde dem Bünder einen Tag später beim Shotokan-Tag in Lich (Hessen) offiziell überreicht.

#### Wettkampf- und Breitensport
2001, 2011, 2017, 2024 und 2025 haben Sportler des BTW Bünde insgesamt 10 Goldmedaillen bei den Landesmeisterschaften des Karate-Dachverbandes Nordrhein-Westfalen (KDNW) gewonnen. In der im März 2020 vom Deutschen Karate Verband neu gegründeten Karate-Bundesliga kämpfte auch Jonas Kröger vom BTW Bünde. Der Bünder startete für das Team Ostwestfalen.
Zum „Sportler des Jahres 2024“ wurde vom Stadtsportverband Bünde am 22. Februar 2025 der 13-jährige Yuxuan Wang gekürt. Er ist der erste Karateka in der ostwestfälischen Stadt, der diese besondere Auszeichnung erhielt. Der junge BTW-Athlet erkämpfte sich 2024 in seiner Gewichts- und Altersklasse in der Disziplin Kumite ("Zweikampf") unter anderem Bronze bei der Deutschen Meisterschaft der Schüler. Marcel Ta vom Stadtsportverband, Landrat Jürgen Müller (Kreis Herford) und Bündes Bürgermeisterin Susanne Rutenkröger übergaben die Ehrenurkunde und den Ehrenpokal bei der Sportlerehrung.
Durchschnittlich einmal jährlich organisiert die Karateabteilung in den vereinseigenen Sporthallen überregionale, öffentliche Lehrgänge, wie zum Beispiel 2018 ein 24-Stunden-Karate und 2024 das 3. Bünder Karatefestival mit 22 Trainern aus Nordrhein-Westfalen und Niedersachsen. Außerdem hat sie in Bünde 2017 die KDNW-Landesmeisterschaften Kinder + Schüler sowie 2018 die KDNW-Landesmeisterschaften Jugend, Junioren, U21 ausgerichtet.

#### Stützpunkt für Gesundheitsprävention
Das Fachforum Sport Pro Gesundheit des DKV hat nach erfolgreicher Prüfung der Trainerkompetenz und weiterer Qualitätskriterien die Karateabteilung für die Jahre 2024, 2025 und 2026 zum offiziellen Stützpunkt für Gesundheitsprävention im Deutschen Karate Verband ernannt. Die Ernennungsurkunde wurde am 21. September 2024 in Duisburg an den Verein überreicht.

### Handball
Die Ursprünge der Handballabteilung gehen auf das Jahr 1930 zurück. In den Anfängen rekrutierten sich die Handballer zumeist aus Turnern des Vereins, wobei im Winter geturnt und im Sommer Rasenhandball gespielt wurde. Derzeit wird die Abteilung durch den Geschäftsführer Roger Erdbrügger geleitet. Es besteht eine Spielgemeinschaft mit dem Dünner SC unter dem Namen SG Bünde-Dünne. Die SG ist Mitglied im Handballkreis Bielefeld-Herford und damit in den Handballverband Westfalen eingegliedert. In der Saison 2018/19 spielte die 1. Männermannschaft in der Landesliga und hatte kurzzeitig die ehemaligen Bundesligaspieler Arne Niemeyer und Jan-Fiete Buschmann verpflichtet. Derzeit ist Sven Pohlmann Trainer der Mannschaft. Es sind zwei weitere Männermannschaften in der Kreisliga A und B aktiv. In der Saison 2021/22 konnte erstmals auch wieder eine Damenmannschaft gemeldet werden, die von Peter Schläger trainiert wird. Im Jugendbereich spielte die männliche A- und B-Jugend mehrfach überkreislich, zum Teil in der Oberliga.